# Nachal Šacharija
Nachal Šacharija (hebrejsky: נחל שחריה) je vádí v pahorkatině Šefela v Izraeli. Začíná v nadmořské výšce okolo 250 metrů východně od vesnice Sde Moše. Směřuje pak k západu řídce osídlenou krajinou s mírně se zahlubujícím zemědělsky využívaným údolím. Ze severu a západu míjí lesní komplex Ja'ar ha-Mal'achim. Ústí zprava do toku Lachiš, podél kterého zde vede dálnice číslo 35, jež se tu kříží s dálnicí číslo 6.